# Eranno tosaensis
Eranno tosaensis är en ringmaskart som beskrevs av Imajima 200. Eranno tosaensis ingår i släktet Eranno och familjen Lumbrineridae. Inga underarter finns listade i Catalogue of Life.